# Dishu (huyện)
Dishu là một huyện thuộc tỉnh Helmand, Afghanistan. Dân số thời điểm năm 1999 là 16,941 người.